# Bâtiment du vieil hôpital à Šabac
Bâtiment des Archives historiques de Šabac
Le bâtiment du vieil hôpital à Šabac (en serbe cyrillique : Зграда старе болнице у Шапцу ; en serbe latin : Zgrada stare bolnice u Šapcu) est situé à Šabac, dans le district de Mačva, en Serbie. Il est inscrit sur la liste des monuments culturels de grande importance de la république de Serbie (identifiant no SK 576),,.

## Présentation

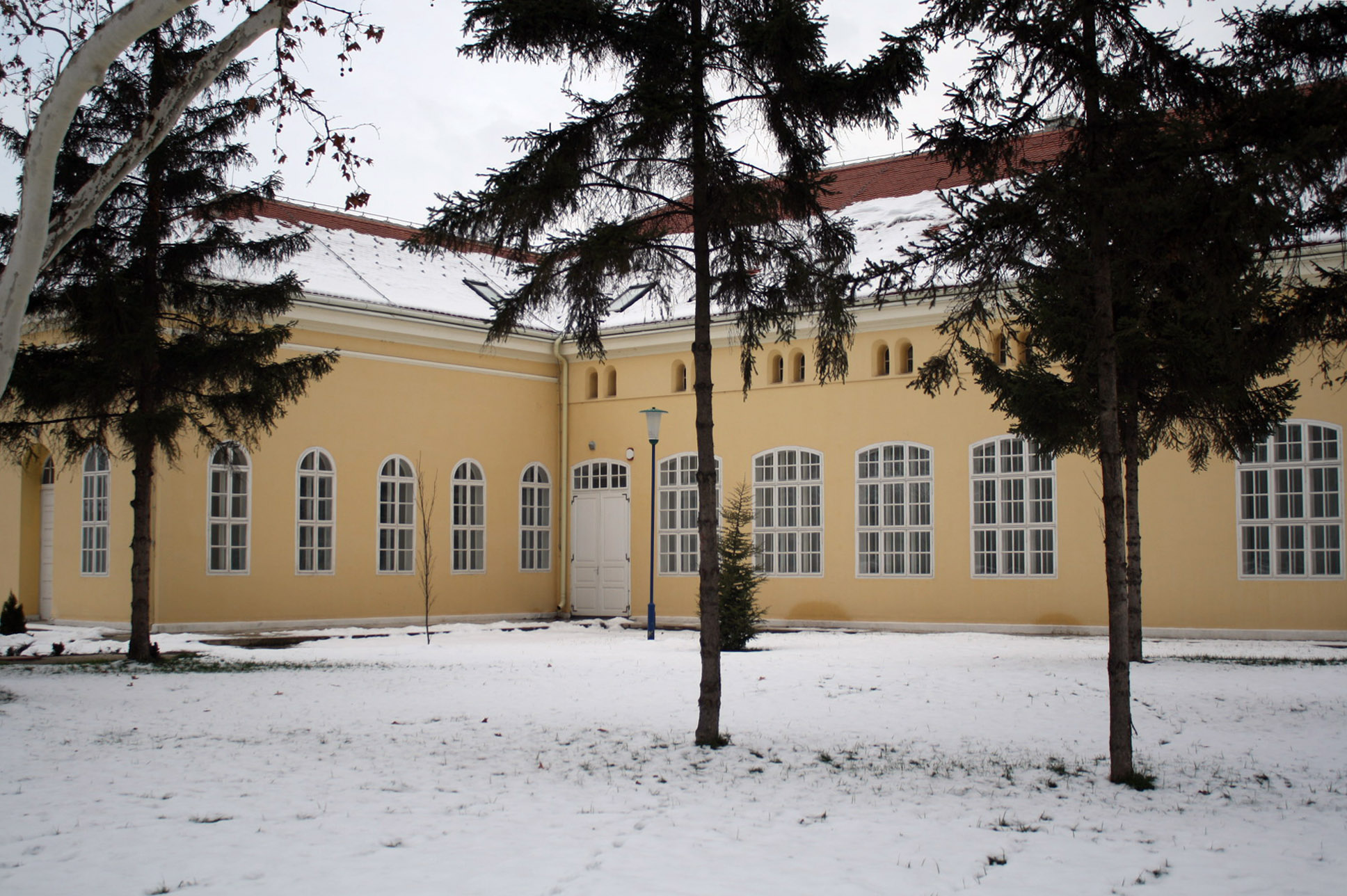
Vue sur cour du bâtiment.

Le bâtiment a été construit en 1865 pour héberger le premier hôpital de district de la principauté de Serbie,. Il a été conçu dans un style néo-romantique particulièrement visible dans la frise dentelée qui court sous la corniche du toit.
Il abrite aujourd'hui les archives historiques de Šabac,.

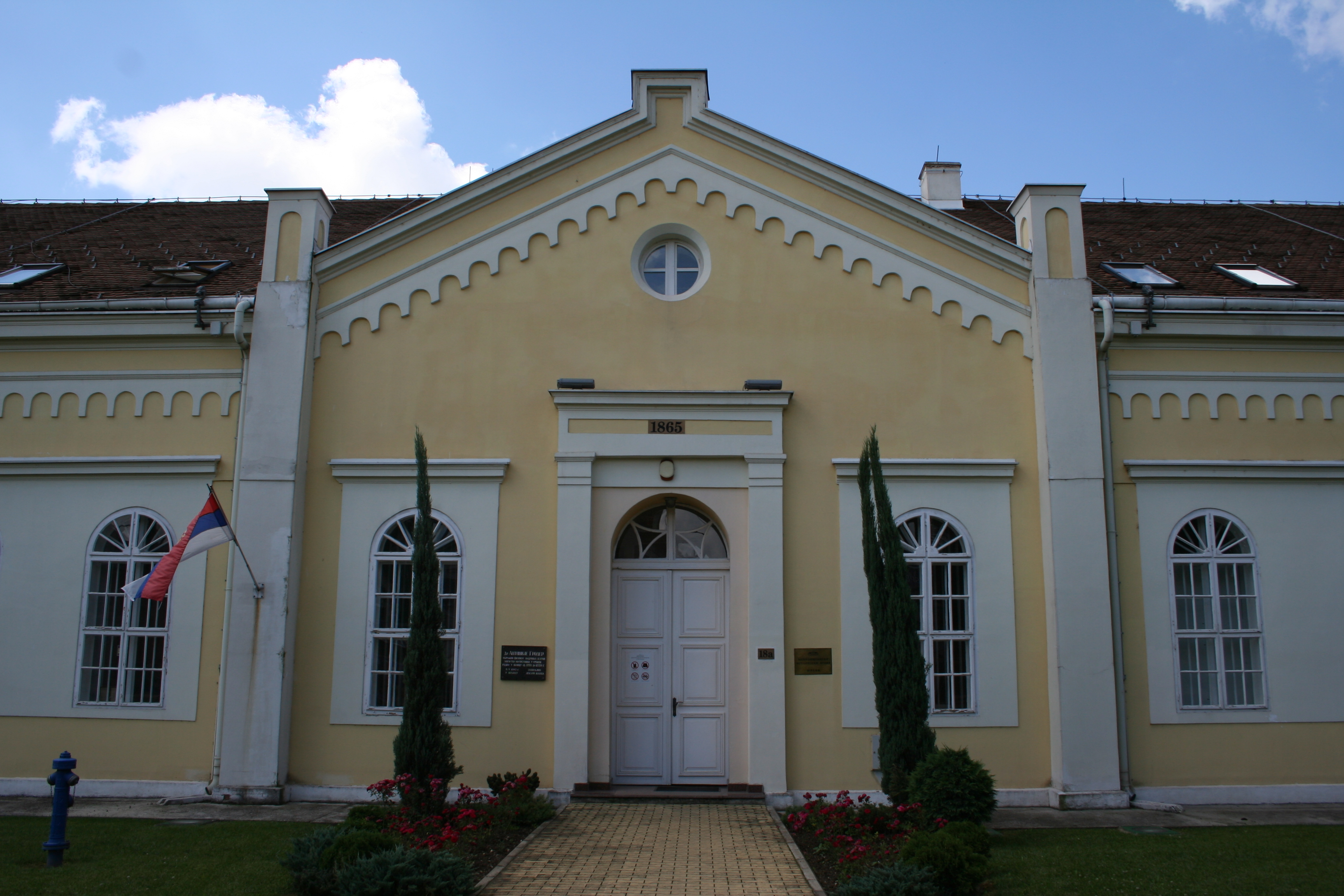
Détail de la façade principale.